# عمر وسلمى 2 (فلم)
عمر وسلمي 2 فيلم كوميدي مصري هو الجزء الثاني من فيلم عمر وسلمى، إنتاج عام 2009، بطولة تامر حسني ومى عز الدين وعزت أبو عوف، يتحدث عن بعض المشاكل الزوجية التي توجه الرجل والمرأة بعد الزواج وقد حصد ارباحا فاقت ال 23 مليون جنية مصري.    

## قصة الفيلم
في الجزء الثاني من الفيلم المصري «عمر وسلمى»، يطل علينا الثنائي، تامر حسني ومي عزالدين، ليكسرا الصورة النمطية عن نهايات قصص الحب. إذ نرى في العمل السينمائي الجديد، استمرارية لقصة الحب القديمة بين زير النساء، عمر، والفتاة القوية، سلمى، والتحولات التي تطرأ على عشقهما لبعضهما البعض بعد الزواج، في إطار مكثف من المواقف المضحكة.
وتدور أحداث الفيلم عن مشاكل ما بعد الزواج، التي قد تودي بجذوة الحب بين العشيقين، فعمر (تامر حسني)، يعاني من زوجته سلمى (مي عزالدين)، حيث يعتبرها قد بدأت بإهماله وإقلاق عش الزوجية، عبر شكها المستمر فيه، وخوفها من أن يعود إلى ماضيه، كما شاهدناه في الجزء الأول، كفتى عاشق للكثير من النساء، مما سبب خوفها الدائم من أن يكون يخونها.
وتبدأ الأحداث بإنجاب سلمى لطفلتين، مما يقلق عمر، أن يأتي اليوم الذي يشاهد فيه بناته وهن ملاحقات من شباب مستهتر ومخادع مثله قبيل زواجه، في الوقت الذي تحاول فيه زوجته إقناعه بمغادرة شقتهما والانتقال إلى عمارة جديدة، خوفا من أن يبدأ باصطياد النساء كما هي عادته.
ومن ناحية طريفة نجد والده رشدي (عزت أبو عوف)، وهو يحاول أن ينصحه بالتروي وبالتعقل، في الوقت الذي يعاني الأخير من آثار كبر السن عليه وعدم استطاعته ممارسة الجنس مع زوجته الشابة، بحيث يصبح هاجسه طوال الفيلم هو كيف يعود «أسدا» في الفراش.
وبعد الانتقال إلى الشقة الجديدة، تلاحظ سلمى أن خططها قد فشلت، إذ تبين أن هناك سيدة جميلة قد عادت من الهجرة، جيجي (ميسرة)، مما يثير مخاوفها من جديد، بينما تحاول إحدى زميلات عمر بالمكتب، كرمة، اصطياده، فيذعن نوعا ما عبر الخيانة العاطفية لا الجنسية لزوجته.

## الممثلون
- تامر حسني عمر
- مي عز الدين سلمي
- عزت أبو عوف رشدي
- ميرهان حسين كارما
- مروة عبد المنعم اميرة
- ملك أحمد زاهر ملك
- ليلى أحمد زاهر ليلي
- نهلة زكي نهلة
- رضا حامد صلاح
- ميسرة جي جي
- مجدي بدر عم فادي بواب العمارة
- داليا بدر صاحبة اميرة
- كريم محسن ضيف الشرف

## روابط خارجية
- مقالات تستعمل روابط فنية بلا صلة مع ويكي بيانات